# Mickey Wiese
Michael „Mickey“ Wiese (* 10. März 1960) ist ein deutscher Lebensberater, freier Prediger, Jugendarbeiter, Autor und apostolischer Networker.

## Leben
Wiese hat evangelische Theologie und Psychologie in Oberursel, Heidelberg und Mainz studiert. Er arbeitet als freier interdenominationeller Prediger des Evangeliums und Event-Pastor für Hochzeiten, Beerdigungen, Kindersegnungen, und systemischer Berater für störende Schüler beim Dekanat Kronberg. Er hat unter anderem für die Jugendzeitschriften Dran und The Race, sowie oora geschrieben.
Wiese ist verheiratet, hat drei Söhne und wohnt in Frankfurt.

## Veröffentlichungen (Auswahl)
- Mein Freund Gott und ich. Erlebnisse mit Gott, Aussaat 2006, ISBN 3-7615-5503-2 (Zweitauflage bei Brendow & Sohn Verlag GmbH 2012, ISBN 3-8650-6381-0)
- Mein Freund Gott und ich - Reloaded. Göttliches Leben unter dem Asphalt entdeckt, Aussaat 2009, ISBN 3-7615-5679-9
- Von Blümchen & explodierenden Bienenmännern. Gottes Idee von Sexualität (zusammen mit Sandy Hoffmann), Aussaat 2007, ISBN 3-7615-5578-4
- Elternratgeber Jugendsexualität. Von Blümchen & explodierenden Bienenmännern (zusammen mit Sandy Hoffmann), Aussaat 2009, ISBN 3-7615-5682-9
- Flatrate. 24 Stunden genial verbunden, Aussaat 2008, ISBN 3-7615-5610-1
- Das Reich Gottes ist wie ein Tiefseeanglerfisch. Neue Gleichnisse, Brendow & Sohn Verlag GmbH 2012, ISBN 3-86506-411-6
- Kritzel dich durch ... deine Konfirmation, Brendow & Sohn Verlag GmbH 2014, ISBN 3-8650-6630-5